# Władysław Cetner
Władysław Cetner (ur. 8 marca 1903 w Warszawie, zm. 27 grudnia 1992 tamże) – inżynier radiotechnik, konstruktor, naukowiec.
Lata I wojny światowej i rewolucji rosyjskiej spędził w Moskwie. Absolwent Gimnazjum im. Tadeusza Reytana w Warszawie (1922) i Politechniki Warszawskiej. Konstruktor pierwszego polskiego radioodbiornika zasilanego z sieci. W latach 20. i 30. uczestniczył w projektowaniu, budowie i uruchamianiu radiostacji Polskiego Radia we Lwowie, na warszawskich Fortach Mokotowskich i w Raszynie. W latach 1937–1939 był kierownikiem eksperymentalnej stacji telewizyjnej Telewizji Polskiej. 
We wrześniu 1939 został ewakuowany wraz z instytucjami rządowymi z Warszawy, dotarł do Zaleszczyk na granicy rumuńskiej, ale pozostał w kraju. Lata 1939–1941 spędził we Lwowie. Aresztowany przez NKWD podczas nielegalnej próby przekroczenia granicy ZSRR i GG zimą 1940/1941, wkrótce zwolniony. Po wybuchu wojny niemiecko-radzieckiej powrócił do Warszawy. Zatrzymany na warszawskiej Pradze w sierpniu 1944, wywieziony do Stutthofu, następnie skierowany do pracy przymusowej w Organizacji Todt. 
Po wkroczeniu wojsk radzieckich uczestniczył w organizowaniu administracji polskiej w Elblągu i Gdańsku, zajmując się przede wszystkim uruchamianiem elektrowni i sieci elektroenergetycznej. Później pełnił funkcje kierownicze w Centralnym Urzędzie Radiofonii, Polskim Radio i w Instytucie Łączności w Miedzeszynie. Prekursor badań nad konstrukcją lasera i wykorzystaniem światłowodów w telekomunikacji. 
Postanowieniem prezydenta Bolesława Bieruta z 24 lipca 1949 został odznaczony Krzyżem Oficerskim Orderu Odrodzenia Polski za zasługi położone przy budowie Centralnej Radiostacji w Raszynie.